# Pyroderus scutatus
Pyroderus scutatus là một loài chim trong họ Cotingidae.